# Swanson-Gletscher
Der Swanson-Gletscher ist ein 14,5 km langer Gletscher im Norden des ostantarktischen Viktorialands. In den Usarp Mountains entwässert er nördlich des Thompson Spur die Osthänge der Daniels Range.
Der United States Geological Survey kartierte ihn anhand eigener Vermessungen und Luftaufnahmen der United States Navy aus den Jahren von 1960 bis 1963. Das Advisory Committee on Antarctic Names benannte ihn 1970 nach Charles D. Swanson, Biologe des United States Antarctic Research Program auf der McMurdo-Station von 1967 bis 1968.